# 両国教会
両国教会（りょうごくきょうかい）は、スコットランド一致長老教会の宣教師ロバート・デイヴィッドスンにより、1877年（明治10年）に現在の東京都中央区に設立された教会である。現在は杉並区に移転し日本基督教団永福町教会になっている。

## 歴史
1877年（明治10年）12月18日に両国矢ノ倉町一番地水野候の屋敷で教会組織が行われ、両国矢ノ倉町日本基督教会という名称で発足した。それは、三浦徹の父三浦千尋が水野候の屋敷の御用人格であったからである。
創立時、仮牧師がデイヴィッドスンで長老は、松崎連、執事が三浦徹であった。礼拝には40名~100名が参加した。翌年4月3日には両国教会は日本基督一致教会東京中会に加入した。
そして、1879年（明治12年）新会堂を建設し、東京一致神学校を卒業した三浦徹が初代牧師に就任した。
1884年（明治17年）9月15日東京に暴風雨が吹き荒れて両国教会会堂が倒壊した。11月23日スコットランド一致教会の申し出で、教会は芝区桜鍛冶町に移転した。
三浦の月額牧師給与は25年になり、宣教団からの自給を図った。1899年（明治32年）三浦は両国教会を離れ、エドワード・ローゼイ・ミラーと共に、盛岡伝道に着手した。
1899年に星野光多が2代目の牧師に就任する。1905年（明治38年）にはポーツマス講和条約に関連した暴徒に会堂が破壊される。
1909年（明治42年）には破壊された会堂が再建される。
1920年（大正9年）に小林誠が3代目の牧師に就任する。1940年（昭和15年）には、辻勝太郎が第4代目の牧師に就任する。
1945年（昭和20年）には4月の大空襲で会堂が焼失。同年8月に終戦を迎えるが、11月に辻勝太郎牧師が死去する。1946年（昭和21年）2月に渡辺充が第5代目の牧師に就任する。
1948年（昭和23年）杉並区永福町に教会堂を再建し、永福町教会と改名する。
1964年（昭和39年）と2015年（平成27年）に会堂を建て替える。

## 出身者
- 桑田秀延

## 教会名
教会名にも使用された『両国』とは中央区東日本橋周辺の町を差し、所在地の「両国矢ノ倉町」とは現在の東日本橋1丁目のことである。現在でも「両国郵便局」や道路愛称名として使用され続けている。
「両国」単体で墨田区側を指すようになったのは近年のことである。当時は東両国及び向こう両国と一般的には呼ばれていた。